# John Radetich
John Radetich (* 1948 in Jerome, Arizona) ist ein ehemaliger US-amerikanischer Sportler. Er war in den 1970er-Jahren einer der besten Hochspringer der Welt.

## Leben
Nach dem Abschluss der San Carlos High School in Redwood City, Kalifornien, bekam er als Hochspringer ein Stipendium an der Oregon State University, wo Trainer Carl “Berny” Wagner die besten Hochspringer der Welt zusammengeholt hatte (gleichzeitig drei 2,13-m-Springer). In dieser Trainingsgruppe u. a. mit Dwight Stones, lernte Radetich sowohl den Straddle als auch den Flop. Er war der Einzige, der 2,13 m in beiden Techniken springen konnte. Bei den US Olympic Trials für die Olympischen Spiele 1968 und 1972 wurde Radetich jeweils Achter. Nach den Olympischen Spielen 1972 schloss er sich der Berufssportgruppe der International Track Association an. Nachdem er bis dahin aufgrund der amerikanischen Amateurbestimmungen nur als Sportlehrer arbeiten durfte, konnte er sowohl als Berufssportler als auch als Trainer tätig werden. Als Profi stellte er 1973 als Erster mit dem Flop mit 2,255 m einen Hallenweltrekord auf. Er arbeitete als Trainer des Linn Benton Community College, der South Albany High School, der West Albany High School und des Philomath High School and Community College, ehe er für 29 Jahre der Sportdirektor des Boys & Girls Club in Albany (Oregon) wurde. Nach seinem Ruhestand ist er ehrenamtlich seit 2010 als Hochsprungtrainer an der Oregon State University erfolgreich tätig.